# Интернет изкуство
Интернет изкуството (известно също като уеб и нет арт) е форма на ново медийно изкуство, разпространявано чрез Интернет. Тази форма на изкуство заобикаля традиционните физически формати и музейната система. В много случаи, зрителят е въвлечен в някакъв вид взаимодействие с произведението. Художниците, работещи по този начин, понякога се наричат "нет артисти".
Нет артистите могат да използват специфични социални или културни интернет традиции, за да създават своето изкуство извън техническата структура на интернет. Интернет изкуството често - но не винаги - е интерактивно, с участие на зрителя и мултимедийно. Интернет изкуството може да се използва за разпространение на послание - политическо или социално - като се използват взаимодействията между хората.
Терминът интернет изкуство не се отнася до изкуство, което е директно дигитализирано и качено онлайн, като например в онлайн галерия със снимки и изображения.  Същината на този жанр е създаването и съществуването на работите в интернет, които се възползват от аспектите на дигиталната среда, като интерактивен интерфейс и свързаност с множество социални и икономически култури и микрокултури.
Теоретикът и куратор на нови медии Джон Иполито дефинира „Десетте мита на интернет изкуството“ през 2002 г.  Той цитира горните условия, както и го определя като различен от комерсиалния уеб дизайн. Той обръща внимание на проблемите с постоянството, възможността за архивиране и колекционирането в динамична и нестабилна среда, с които този тип изкуство се сблъсква.

## История и контекст
Произходът на Интернет изкуството можем да проследим от различни художествени движения, още от времето на дадаизма, ситуационизма, концептуалното изкуство, движението Флуксус, видео изкуството, кинетичното изкуство, пърформанс изкуството, телематичното изкуство и хепънингите.
През 1974 г., канадската художничка Вера Френкел работи с Bell Canada Teleconferencing Studios и създава произведението String Games: Improvisations for Inter-City Video. То е първото произведение на изкуството в Канада, което използва телекомуникационни технологии.
Ранно телематично произведение на изкуството е работата на Рой Аскот, La Plissure du Texte, създадена за изложба в Musée d'Art Moderne de la Ville de Paris през 1983 г.
През 1985 г., Едуардо Кац създава анимираната видеотекс поема Reabracadabra за системата Minitel.
Институции за медийно изкуство, които също подкрепят ранните проявления на нет изкуството са фестивалът Ars Electronica в Линц или базираният в Париж IRCAM (изследователски център за електронна музика). През 1996 г. Хелън Торингтън основава Turbulence.org - онлайн платформа за поръчване и показване на нетно изкуство и домакинства свързани представления между множество локации. През 1991 г. Волфганг Щале основава експерименталната платформа The Thing. През 1994 г. предприемачът Джон Бортуик и кураторът Бенджамин Уейл продуцират онлайн произведения на изкуството от Дъг Ейткен, Джени Холцър и други в Adaweb, а през 1997 г. Центърът за визуални изкуства List на MIT е домакин на „ПОРТА: Навигация в цифровата култура“, който представя интернет изкуство в галерийно пространство и „базирани на времето интернет проекти“. Артисти, участващи в шоуто, са Кари Пепърминт, Према Мърти, Рикардо Домингес, Хелън Торингтън и Адриан Вортцел .
Също през 1997 г. интернет изкуството е изложено в documenta X (режисиран от Катрин Дейвид), с куратор Симон Ламуниер. Десетте проекта, представени едновременно на място в Касел и онлайн, са тези на Мат Мъликан, Антони Мунтадас, Холгер Фризе, Хийт Бантинг, Феликс Щефан Хубер и Филип Покок, Херве Грауман, Джоди, Мартин Кипенбергер и Карстен Хьолер и др.
През 2000 г. Музеят на американското изкуство Уитни включва нет изкуство в своята изложба на тяхното Биенале. Това е първият път, когато интернет изкуството е включено като специална категория в Биеналето и отбеляза един от най-ранните примери за представяне на интернет изкуство в музейна среда. Участват нет артистите Mark Amerika, Fakeshop, Ken Goldberg, etoy и ®™ark .
В края на 90-те години на XX век, възходът на търсачките като портал за достъп до мрежата дава възможност на много нет артисти да насочват вниманието си към теми, свързани с търсенето и данните на потребителите в интернет. Изложбата „Динамика на данните“ от 2001 г. в Уитни включва „Netomat“ (Maciej Wisniewski) и „Apartment“ – комисия на Turbulence.org – (Marek Walczak и Martin Wattenberg ), които използват заявки за търсене като суров материал. „The Perpetual Bed“ на Мери Фланаган привлича вниманието с използването на 3D нелинейно разказно пространство, или това, което тя нарича „навигационни разкази“. Нейната творба от 2001 г., озаглавена „Колекция“, показана на Биеналето на Уитни, показва предмети, натрупани от твърди дискове по целия свят в изчислително колективно несъзнавано. „The Secret Lives of Numbers“ (2000) на Голан Левин – също по поръчка на Turbulence.org – визуализира „популярността“ на числата от 1 до 1 000 000, измерена от резултатите от търсенето на Alta Vista. Тези произведения показват алтернативни интерфейси и поставят под съмнение доминиращата роля на търсачките при контролирането на достъпа до мрежата.
Въпреки това, Интернет не се свежда единствено до мрежата или до търсачките. Освен тези уникаст (от точка до точка) приложения, предполагащи съществуването на референтни точки, има и мултикаст (многоточков и нецентриран) интернет, който е изследван от много малко артистични произведения, като например Poietic Generator . Интернет изкуството, според Джулиф и Кокс, е пострадало от привилегията на потребителския интерфейс, присъщ на компютърното изкуство. Те твърдят, че Интернет не е синоним на конкретен потребител и специфичен интерфейс, а по-скоро динамична структура, която включва както програмирането, така и намерението на художника.
По това време се правят и първи опити за установяване на физическа връзка между случилото се в мрежата и това, което ще бъде изложено в музеите. Над това работят MUDAM Musée d'Art Contemporain du Luxembourg и MIXM . Още преди платформи като Second Life, където Cao Fei разработва своя RMB City, съвременни художници като Peter Kogler, Heimo Zobernig, Nedko Solakov или Robin Rimbaud, известен още като Scanner, реализират произведения онлайн, които могат да се видят в музеите на изкуството под формата на инсталации, а не просто на компютърен екран. В работата на Солаков, например, човек може да взаимодейства онлайн с обекти, които са били в изложбеното пространство на Centre d'Art Contemporain Genève . В работата на Хаймо Зоберниг зрителят може физически да премести стена, за да разкрие пространство в MAMCO, съдържащо 3D онлайн изобразяване на същото това пространство.
Появата на платформи за социални мрежи в средата на 2000-те улеснява трансформираща промяна в разпространението на интернет изкуството. Организират се ранни онлайн общности, основно около специфични „тематични йерархии“, докато платформите за социални мрежи се състоят от егоцентрични мрежи, където „индивидът е в центъра на собствената си общност“.  В средата на 2000-те, много артистични общности в Интернет претърпяватпреход, преминавайки от сърф клубове („групи от 15 до 30 души, чиито членове допринасят за продължаващ визуално-концептуален разговор чрез използването на цифрови медии“  и чието членство беше ограничени до избрана група от лица), до платформи за социални мрежи, базирани на изображения, като Flickr. 

### Пост-интернет
Пост-интернет е широк термин за произведения на изкуството, които произлизат от интернет, както и ефектите на интернет върху естетиката, културата и обществото. Тъй като е твърде общ и неопределен, терминът е силно критикуван.
Терминът се появява в средата на 2000-те години и е измислен от интернет художничката Мариса Олсън през 2008 г. Дискусиите за интернет изкуството от Мариса Олсън, Джийн Макхю и Арти Виеркант (последният е известен със своите Image Objects, серия от наситено сини монохромни отпечатъци) правят термина известен на широката публика. През 2000-те и 2010-те години, по-голямата част от пост-интернет артистите работят с уеб платформи като Tumblr и MySpace или социалните медии и видео пост-наративни формати, използвайки YouTube, Vevo или мемета .
Според статия в The New Yorker от 2015 г., терминът описва "практиките на художници, които... за разлика от тези на предишните поколения, използват мрежата като още един медиум, подобно на живописта или скулптурата. Техните произведения на изкуството се движат плавно между пространствата, появявайки се понякога на екран, друг път в галерия". В началото на 2010 г. известни пост-интернет артисти са музикантката Grimes, визуалните артисти Cory Arcangel, Artie Vierkant, Petra Cortrght, Ryan Trecartin и Lizzie Fitch, Kalup Linzy и колективи за дисенсус в социалната практика като DIS и K-HOLE. Движението катализира редица хибридни микрожанрове и субкултури като bloghouse, bro dubstep, seapunk, electroclash и vaporwave.

## Инструменти
Историчката на изкуството Рейчъл Грийн идентифицира шест форми на интернет изкуство, съществували между 1993 и 1996 г.: имейл, аудио, видео, графики, анимация и уебсайтове. Имейл списъците позволяват на организационните процеси, обикновено провеждани лични, да улеснят разговорите и да добавят повече нюанси и по-малко недоразумения.
От средата на 2000-те много художници използват търсачката на Google и други онлайн услуги за вдъхновение и материали. Новите услуги на Google откриват нови възможности. В началото на 2008 г. Джон Рафман събира изображения от Google Street View за своя проект, наречен The Nine Eyes of Google Street View. Друг проект за нетно изкуство е I'm Google от Дина Келберман, който събира снимки и видеоклипове от Google и YouTube около дадена тема и ги поставя във форма на грид, който се увеличава при скролване надолу. 

## Външни връзки
- netartnet.net Архив на оригинала от 2013-12-19 в Wayback Machine. списък с онлайн галерия и директория с интернет изкуство
- > ¿netart или notart? < латино база данни netart
- Интервю с Мартин Хендрикс и Катя Новицкова
- „Новата естетика и нейната политика“

|  | Тази страница частично или изцяло представлява превод на страницата Internet art в Уикипедия на английски. Оригиналният текст, както и този превод, са защитени от Лиценза „Криейтив Комънс – Признание – Споделяне на споделеното“, а за съдържание, създадено преди юни 2009 година – от Лиценза за свободна документация на ГНУ. Прегледайте историята на редакциите на оригиналната страница, както и на преводната страница, за да видите списъка на съавторите. ВАЖНО: Този шаблон се отнася единствено до авторските права върху съдържанието на статията. Добавянето му не отменя изискването да се посочват конкретни източници на твърденията, които да бъдат благонадеждни. |